# ワセカ郡 (ミネソタ州)
ワセカ郡（英: Waseca County）は、アメリカ合衆国ミネソタ州の南部に位置する郡である。2010年国勢調査での人口は19,136人であり、2000年の19,526人から2.0％減少した。郡庁所在地はワセカ市（人口9.410人）であり、同郡で人口最大の都市でもある。

## 地理
アメリカ合衆国国勢調査局に拠れば、郡域全面積は432.81平方マイル (1,121.0 km2)であり、このうち陸地423.25平方マイル (1,096.2 km2)、水域は9.56平方マイル (24.8 km2)で水域率は2.21％である。ルシュール川が郡の一部を流れている。

### 湖
ワセカ郡には21の湖があり、そのうち3つは隣接する郡に跨っている。

### 主要高規格道路
- アメリカ国道14号線
- ミネソタ州道13号線
- ミネソタ州道30号線
- ミネソタ州道60号線
- ミネソタ州道83号線

### 隣接する郡

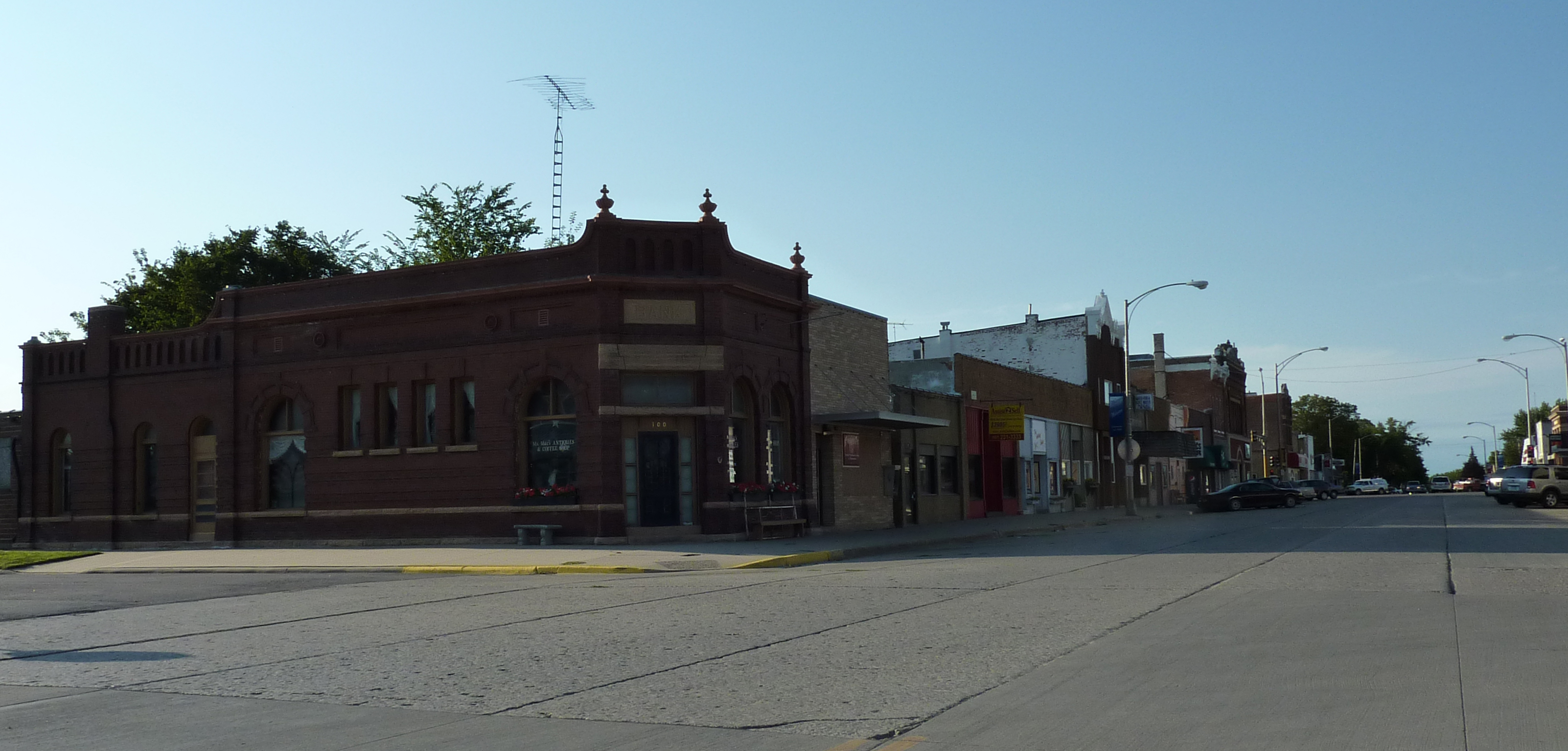
ジェインズビル市中心街

- ライス郡 - 北東
- スティール郡 - 東
- フリーボーン郡 - 南東
- フェアリボー郡 - 南西
- ブルーアース郡 - 西
- ルシュール郡 - 北西

## 人口動態

人口ピラミッド

以下は2000年の国勢調査による人口統計データである。
| 基礎データ - 人口: 19,526人 - 世帯数: 7,059 世帯 - 家族数: 4,990 家族 - 人口密度: 18人/km2（46人/mi2） - 住居数: 7,427軒 - 住居密度: 7軒/km2（18軒/mi2） 人種別人口構成 - 白人: 94.65% - アフリカン・アメリカン: 2.26% - ネイティブ・アメリカン: 0.59% - アジア人: 0.46% - 太平洋諸島系: 0.03% - その他の人種: 1.29% - 混血: 0.71% - ヒスパニック・ラテン系: 2.90% 先祖による構成 - ドイツ系：47.6％ - ノルウェー系：15.5％ - アイルランド系：7.4％ - アメリカ人：5.5％ 年齢別人口構成 - 18歳未満: 25.8% - 18-24歳: 8.7% - 25-44歳: 30.0% - 45-64歳: 21.3% - 65歳以上: 14.1% - 年齢の中央値: 36歳 - 性比（女性100人あたり男性の人口） - 総人口: 109.3 - 18歳以上: 111.3 | 世帯と家族（対世帯数） - 18歳未満の子供がいる: 34.7% - 結婚・同居している夫婦: 59.0% - 未婚・離婚・死別女性が世帯主: 7.8% - 非家族世帯: 29.3% - 単身世帯: 25.1% - 65歳以上の老人1人暮らし: 10.7% - 平均構成人数 - 世帯: 2.56人 - 家族: 3.07人 収入と家計 - 収入の中央値 - 世帯: 42,440米ドル - 家族: 50,081米ドル - 性別 - 男性: 34,380米ドル - 女性: 22,630米ドル - 人口1人あたり収入: 18,631米ドル - 貧困線以下 - 対人口: 6.5% - 対家族数: 4.5% - 18歳未満: 8.8% - 65歳以上: 5.8% |

## 都市と郡区
| 都市                                                                                      | 郡区                                                                                  | 郡区                                                                                    |
| ----------------------------------------------------------------------------------------- | ------------------------------------------------------------------------------------- | --------------------------------------------------------------------------------------- |
| - エリジアン † - ジェインズビル - ニューリッチランド - ウォルドーフ - ワセカ - 郡庁所在地 | - アルトン - ブルーミンググローブ - バイロン - フリーダム - イオスコ - ジェインズビル | - ニューリッチランド - オティスコ - セントメアリー - ビビアン - ウィルトン - ウッドビル |

- † エリジアン市は主に隣接するルシュール郡に入っているが、一部がワセカ郡にも入っている。